# 柚皮鴨掌
柚皮鴨掌是舊式茶樓的點心。先要把柚子的表皮削去，再把白色的內皮浸軟，用熱水泡，去除苦味後備用。炆軟鴨掌，放在底部的柚皮吸收了鴨掌的味道，柚皮有健胃化痰之效。